# Karukh
Karukh (persiska: کَرُخ) är en distriktshuvudort i Afghanistan. Den ligger i distriktet Karukh och provinsen Herat, i den nordvästra delen av landet, 600 kilometer väster om huvudstaden Kabul. Antalet invånare är 17 484.